# Eleccions a l'Assemblea d'Extremadura de 2007
Les Eleccions a l'Assemblea d'Extremadura de 2007 són una convocatòria electoral que farà el govern espanyol el 3 d'abril de 2007 pel 23 de maig pels ciutadans amb dret a vot de la Comunitat Autònoma d'Extremadura perquè eligeixin els diputats de l'Assemblea per a la VII legislatura. Aquestes eleccions coincidiran amb les municipals a tot l'Estat espanyol i amb les autonòmiques, exceptuant Catalunya, País Basc, Galícia i Andalusia.

## Rerefons
Aquestes eleccions seran les primeres de la Comunitat en les que no es presentarà l'actual president d'Extremadura, el socialista Juan Carlos Rodríguez Ibarra. Els motius de la renúncia semblen de salut del polític, però n'hi que també parlen de desavinències amb la direcció federal del PSOE en qüestions clau que afecten la política extremenya i espanyola, com l'aprovació del nou Estatut d'Autonomia per a Catalunya, en la que Ibarra s'hi oposà, tot el contrari que el secretari general del partit, José Luis Rodríguez Zapatero.
Especialment polèmica serà la campanya en la qüestió de la nova refineria que la Junta dona suport que es construeixi. El PSOE dona suport a aquesta iniciativa privada en la que el govern autonòmic participaria, però PP i EU, no, al·legant l'impacte negatiu que això suposaria pel medi ambient. Al contrari que en altres Comunitats Autònomes, a Extremadura no s'ha debatut ni s'ha previst debatre una possible reforma de l'Estatut d'Autonomia.

## Candidatures anunciades

### Partit Socialista Obrer Espanyol
El Partit Socialista Obrer Espanyol (PSOE) espera revalidar la majoria absoluta que té a la Comunitat des de 1983. Malgrat tot, no es presentarà qui fins ara havia estat president, Juan Carlos Rodríguez Ibarra. En el seu lloc, serà candidat a la presidència l'actual Conseller de sanitat, Guillermo Fernández Vara, considerat més pròxim a la direcció federal que el mateix Ibarra. En el seu programa hi haurà el suport a la nova refineria i continuar impulsant l'ús del programari lliure a la Comunitat.

### Partit Popular
El Partit Popular (PP), actualment principal partit de l'oposició a Extremadura, presentarà un programa alternatiu de caràcter conservador oposat a la refineria, que consideren una activitat econòmica obsoleta, per tal d'intentar governar la Comunitat Autònoma. El seu candidat a la presidència serà l'actual líder del partit a Extremadura Carlos Floriano.

### Esquerra Unida-Socialistes Independents d'Extremadura
La coalició progressista formada per aquests dos partits i que actualment, amb 3 diputats, és la tercera força política a Extremadura, es tornarà a presentar amb l'objectiu d'influir decisivament en el proper govern autonòmic. S'oposa a la refineria per motius mediambientals. El seu candidat a la presidència serà Victor Casco.

## Enquestes
Totes les enquestes fetes fins ara preveuen una còmode victòria del PSOE, si bé a la baixa i sense tenir clara la revalidació de la majoria absoluta. Aquestes serien les dades sobre els resultats de les Eleccions de 2003, així com les enquestes d'Opiniometre (encarregada per El Periódico Extremadura) i de l'Instituto Opina (encarregada pel PSOE).
| Partit | Partit                                                  | Resultats de les eleccions de 2003 | Opiniometre    | Instituto Opina |
| ------ | ------------------------------------------------------- | ---------------------------------- | -------------- | --------------- |
|        | Partit Socialista Obrer Espanyol                        | 36 escons                          | 32 - 33 escons | 35 escons       |
|        | Partit Popular                                          | 26 escons                          | 29 - 30 escons | 29 escons       |
|        | Esquerra Unida - Socialistes Independents d'Extremadura | 3 escons                           | 3 escons       | 1 escó          |

## Resultats
Amb un cens de 893.547 electors, els votants foren 669.752 (75,0%) i 223.795 les abstencions (25,0%). El PSOE guanyà per majoria absoluta, i aconseguí el nomenament del seu candidat, Guillermo Fernández Vara, com a president de la Junta.
- Els resultats foren:

| ← Eleccions a l'Assemblea d'Extremadura, 2007 →        |         |       |        |
| Partit                                                 | Vots    | %     | Escons |
| PSOE de Extremadura-Regionalistes                      | 352.342 | 53,63 | 38     |
| Partit Popular - Extremadura Unida                     | 257.392 | 39,18 | 27     |
| Izquierda Unida-Socialistes Independents d'Extremadura | 30.028  | 4,57  |        |
| Independientes por Extremadura                         | 8.389   | 1,28  |        |
| Los Verdes de Extremadura                              | 4.082   | 0,62  |        |
| Unión del Pueblo Extremeño                             | 1.520   | 0,23  |        |
| Iniciativa Habitable                                   | 958     | 0,15  |        |
| PCPE                                                   | 903     | 0,14  |        |
| Ciudadanos en Blanco                                   | 499     | 0,08  |        |
| CDS                                                    | 445     | 0,07  |        |
| Partit Humanista                                       | 370     | 0,06  |        |

A part, es comptabilitzaren 7.926 (1,2%) vots en blanc.